# Џози Алтидор
Џози Алтидор (енгл. Jozy Altidore; Ливингстон, 6. новембар 1989) амерички је фудбалер који игра на позицији нападача за МЛС екипу Њу Ингланд револушн.
Играо је и за репрезентацију САД.

## Каријера

### Клупска каријера
Иако је играо за више европских клубова, Алтидор је већи део каријере провео у МЛС-у. Од 2015. до 2021. године играо је за Торонто.

### Репрезентативна каријера
За репрезентацију САД дебитовао је 2007. године и био је део репрезентације на Светском првенству 2010. и 2014. године.